# Долішнє Шивачево
Долішнє Шива́чево (болг. Долно Шивачево) — село у Великотирновській області Болгарії. Входить до складу общини Златариця.

## Населення
За даними перепису населення 2011 року у селі проживали 57 осіб.
Національний склад населення села:
| Національність   | Кількість осіб | Відсоток |
| ---------------- | -------------- | -------- |
| болгари          | 46             | 90,2%    |
| турки            | 4              | 7,8%     |
| цигани           | 0              | 0%       |
| Всього відповіли | 51             |          |

Розподіл населення за віком у 2011 році:
Динаміка населення: